# Nedstrand
Nedstrand is een plaats in de Noorse gemeente Tysvær, provincie Rogaland. Nedstrand telt 250 inwoners (2007) en heeft een oppervlakte van 0,38 km².